# Тібор Домбі
Тібор Домбі (угор. Dombi Tibor, нар. 11 листопада 1973, Пюшпекладань) — угорський футболіст, що грав на позиції півзахисника. Відомий за виступами в угорському клубі «Дебрецен», німецькому клубі «Айнтрахт», нідерландському «Утрехті», та у складі національної збірної Угорщини.

## Клубна кар'єра
Тібор Домбі є вихованцем футбольного клубу «Дебрецен», і в 1993 році дебютував у складі головної команди клубу. У складі команди грав до 1998 року, став одним із гравців основного складу клубу. У 1999 році Домбі став гравцем німецького клубу «Айнтрахт» з Франкфурта-на-Майні, проте у складі цього клубу він не зумів стати основним гравцем, і наступного року перейшов до складу нідерландського «Утрехта». Утім і в складі цього клубу Домбі не зумів стати гравцем основи, й у 2002 році повернувся до рідного клубу «Дебрецен». Саме в цей час дебреценський клуб став лідером угорського футболу, і в його складі Домбі став семиразовим переможцем першості Угорщини, чотириразовим володарем Кубка Угорщини, та чотириразовим володарем Суперкубка Угорщини. У складі «Дебрецена» Домбі грав до 2014 року, після чого завершив виступи на футбольних полях.

## Виступи за збірні
Тібор Домбі на початку футбольної кар'єри грав у складі юнацьких збірних Угорщини різних вікових груп, загалом за юнацькі збірні провів 12 матчів. Також футболіст провів у складі молодіжної збірної Угорщини 11 матчів. З 1994 до 2001 року Тібор Домбі грав у складі національної збірної Угорщини, провів у її формі 35 матчів, у яких відзначився 1 забитим м'ячем. У 1996 році Домбі у складі олімпійської збірної Угорщини брав участь в Олімпійських іграх 1996 року в Атланті, на яких угорська збірна не зуміла подолати груповий бар'єр.

## Досягнення
- Чемпіон Угорщини (7):

«Дебрецен»: 2004–2005, 2005–2006, 2006–2007, 2008–2009, 2009–2010, 2011–2012, 2013–2014
- Володар кубка Угорщини (5):

«Дебрецен»: 1998–1999, 2007–2008, 2009–2010, 2011–2012, 2012–2013
- Володар Суперкубка Угорщини (4):

«Дебрецен»: 2005, 2006, 2007, 2009